# Mârșani
Mârșani est une commune roumaine située dans le județ de Dolj.